# Sesuvium
Sesuvium ist eine Pflanzengattung in der Familie der Mittagsblumengewächse (Aizoaceae).

## Beschreibung

### Vegetative Merkmale
Die Arten der Gattung Sesuvium sind einjährige bis ausdauernde, ausgestreckt bis aufsteigend wachsende krautige oder sukkulente Pflanzen, die eine kurze Pfahlwurzel besitzen.
Die gegenständigen, gestielten Laubblätter sind mehr oder weniger gleich geformt. Ihre Blattspreite ist fast zylindrisch bis ellipsenförmig oder verkehrt-eiförmig. Die Epidermis enthält Blasenzellen verschiedener Größe.

### Generative Merkmale
Die Blütenstiele der einzeln über zwei Deckblättern stehenden Blüten können fehlen bis lang sein. Die pink- bis purpurfarbenen und nur selten weißen Blüten sind fünfzipfelig. Es sind fünf bis viele frei oder an der Basis zu einem niedrigen Ring verwachsene Staubblätter vorhanden.
Die zwei- bis fünffächrigen Früchte enthalten zahlreiche mehr oder weniger runde, glänzende, schwarze Samen.

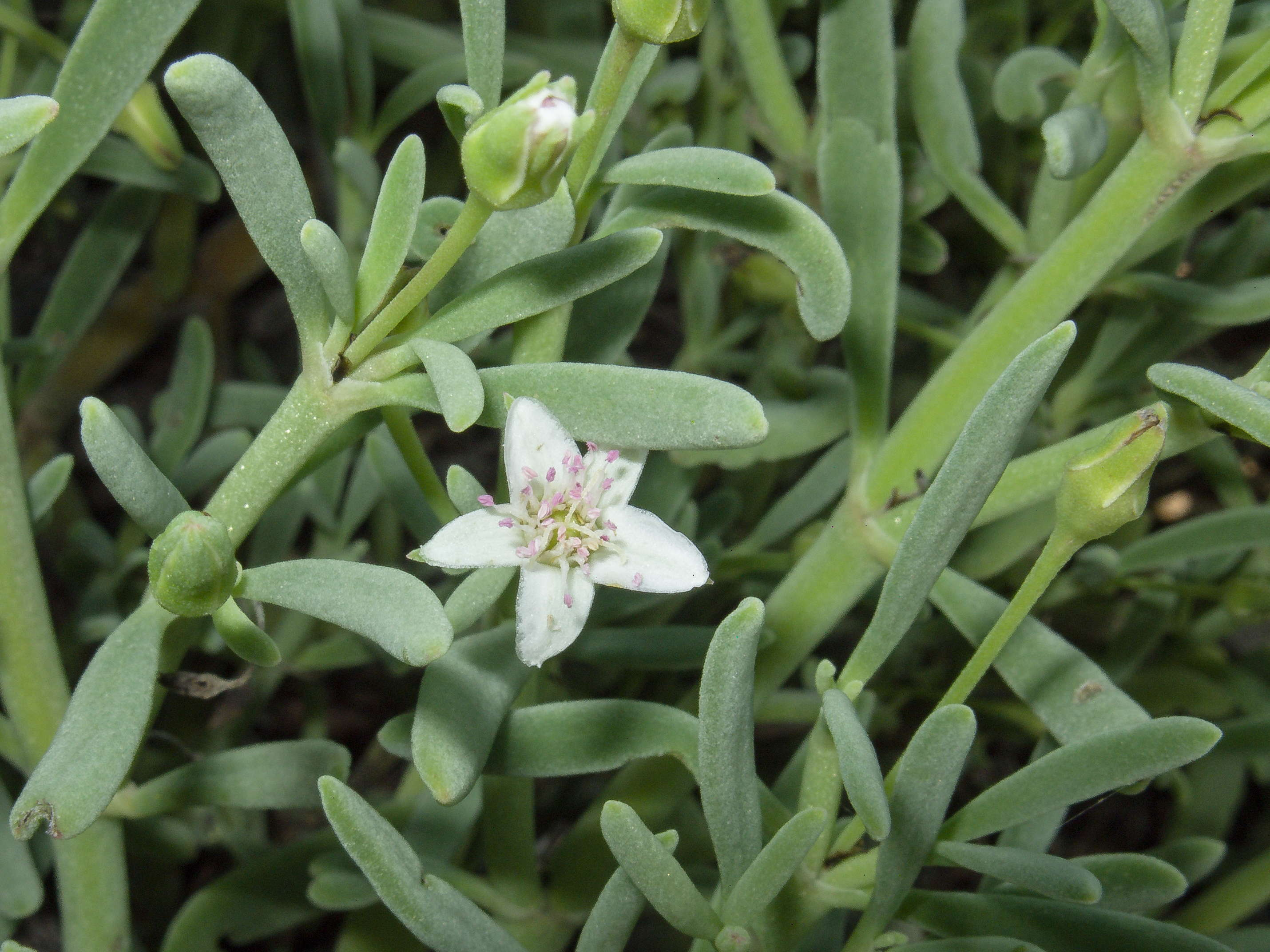
Sesuvium edmonstonei

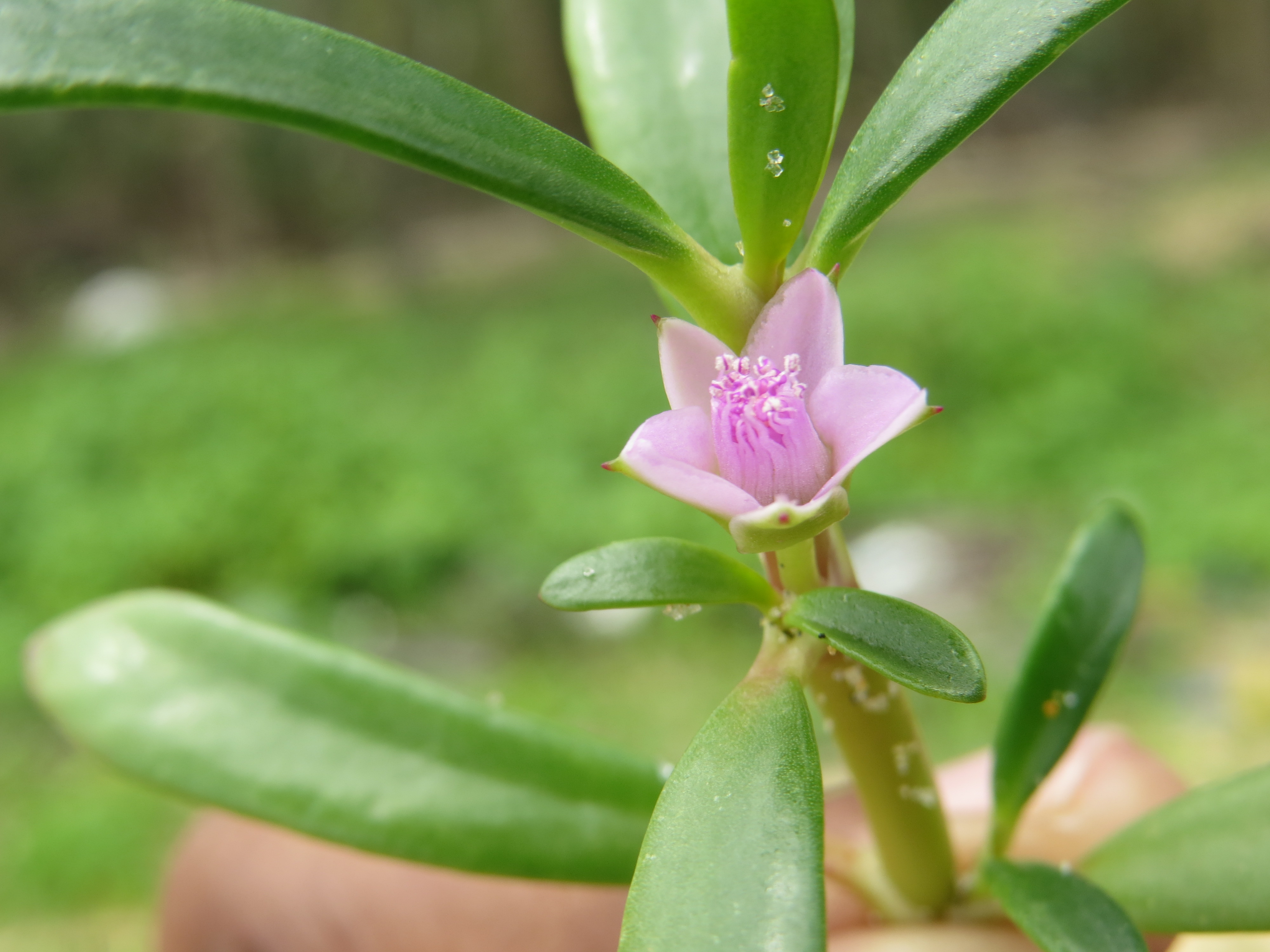
Sesuvium portulacastrum

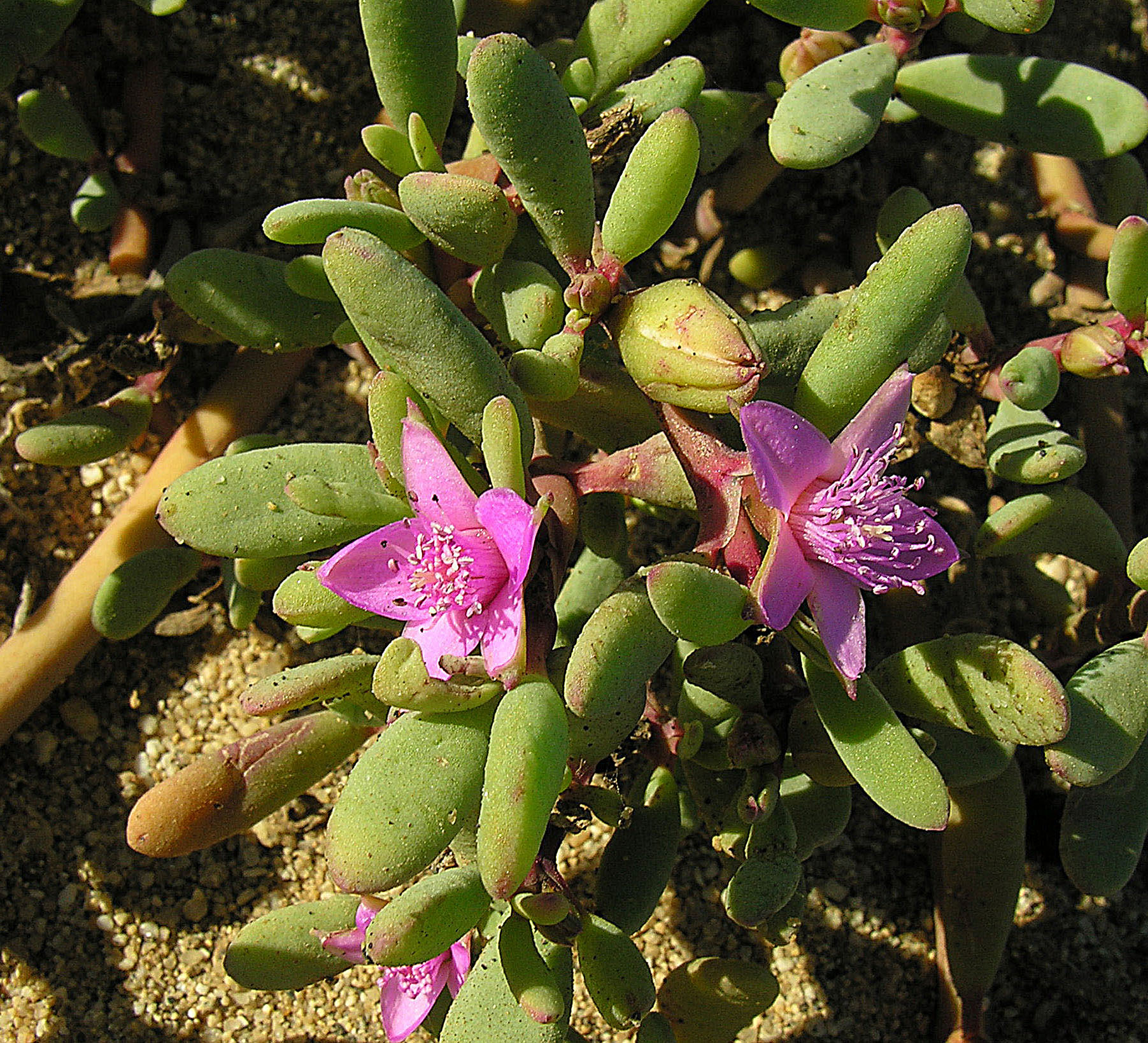
Sesuvium verrucosum

## Systematik und Verbreitung
Die Gattung Sesuvium wurde 1759 durch Carl von Linné in der zehnten Auflage von Systema Naturae, S. 1058 aufgestellt. Die Typusart ist Sesuvium portulacastrum. Die Herkunft des  botanischen Namens Sesuvium der Gattung ist unklar.
Die Gattung Sesuvium ist weltweit in den Tropen verbreitet.
Nach Heidrun Hartmann umfasst die Gattung Sesuvium 2017 folgende Arten:
- Sesuvium acutifolium Miq.
- Sesuvium ayresii Marais
- Sesuvium brevifolium Schumach. & Thonn.
- Sesuvium congense Welw. ex Oliv.
- Sesuvium crithmoides Welw.
- Sesuvium distylum Ridl.
- Sesuvium eastwoodianum J.T.Howell
- Sesuvium edmonstonei Hook. f.
- Sesuvium erectum Correll
- Sesuvium longifolium Humb. & Bonpl. ex Willd.
- Sesuvium maritimum (Walter) Britton, Sterns & Poggenb.
- Sesuvium mesembryanthemoides Wawra & Peyritsch
- Sesuvium microphyllum Humb. & Bonpl. ex Willd.
- Sesuvium nyasicum (Baker) Goncalves
- Sesuvium parviflorum DC.
- Sesuvium portulacastrum (L.) L.
- Sesuvium revolutifolium Ortega
- Sesuvium sessile Pers.
- Sesuvium sesuvioides (Fenzl) Verdc.
- Sesuvium trianthemoides Correll
- Sesuvium uvifolium Sessé & Moc.
- Sesuvium verrucosum Raf.

Katharina Bohley et al. veröffentlichten 2017 eine revidierte Umschreibung der Gattung:
- Sesuvium congense Welw. ex Oliv.
- Sesuvium crithmoides Welw.
- Sesuvium edmonstonei Hook.f.
- Sesuvium humifusum (Turpin) Bohley & G.Kadereit
- Sesuvium hydaspicum (Edgew.) Gonç.
- Sesuvium maritimum (Walter) Britton, Sterns & Poggenb.
- Sesuvium mesembryanthemoides Wawra & Peyr.
- Sesuvium mezianum (K.Müll.) Bohley & G.Kadereit
- Sesuvium portulacastrum (L.) L.
- Sesuvium sessile Pers.
- Sesuvium rubriflorum (Urb.) Bohley & G.Kadereit
- Sesuvium trianthemoides Correll
- Sesuvium verrucosum Raf.

## Nachweise